# ماهای‌لووکا
ماهای‌لووکا (به لاتین: Mihailovca) یک منطقهٔ مسکونی در مولداوی است که در واحدهای اداری-سرزمینی کرانه چپ دنیستر واقع شده‌است. ماهای‌لووکا ۱۳۱ متر بالاتر از سطح دریا واقع شده‌است.